# Crary
Crary és una població dels Estats Units a l'estat de Dakota del Nord. Segons el cens del 2000 tenia 149 habitants.

## Demografia
Segons el cens del 2000, Crary tenia 149 habitants, 47 habitatges, i 42 famílies. La densitat de població era de 65,4 hab./km².
Dels 47 habitatges en un 44,7% hi vivien nens de menys de 18 anys, en un 74,5% hi vivien parelles casades, en un 2,1% dones solteres, i en un 10,6% no eren unitats familiars. En el 6,4% dels habitatges hi vivien persones soles el 6,4% de les quals corresponia a persones de 65 anys o més que vivien soles. El nombre mitjà de persones vivint en cada habitatge era de 3,17 i el nombre mitjà de persones que vivien en cada família era de 3,21.
Per edats la població es repartia de la següent manera: un 33,6% tenia menys de 18 anys, un 8,7% entre 18 i 24, un 30,9% entre 25 i 44, un 18,8% de 45 a 60 i un 8,1% 65 anys o més.
L'edat mediana era de 32 anys. Per cada 100 dones de 18 o més anys hi havia 120 homes.
La renda mediana per habitatge era de 39.375 $ i la renda mediana per família de 43.125 $. Els homes tenien una renda mediana de 21.250 $ mentre que les dones 20.156 $. La renda per capita de la població era de 13.084 $. Entorn del 6,1% de les famílies i el 9,6% de la població estaven per davall del llindar de pobresa.

## Poblacions més properes
El següent diagrama mostra les poblacions més properes.